# Реомюр — Себастополь (станция метро)
«Реомю́р — Себастопо́ль» (фр. Réaumur — Sébastopol) — станция Парижского метрополитена на границе 2-го и 3-го округов Парижа на пересечении линий 3 и 4. Расположена под пересечением улицы Реомюр и бульвара Севастополь. Улица названа в честь естествоиспытателя Рене Антуана де Реомюра, изобретателя спиртового термометра и температурной шкалы, названной его именем. Бульвар назван в честь осады Севастополя в Крымской войне. На станции установлены автоматические платформенные ворота.

## История
- Станция на линии 3 была открыта 19 ноября 1904 года под названием «Рю-Сен-Дени» (фр. Rue Saint-Denis, по названию улицы Сен-Дени) в составе первого участка линии между «Вилье» и «Пер-Лашез». 15 октября 1907 года станция была переименована. 21 апреля 1908 была открыта станция на линии 4.
- Пассажиропоток пересадочного узла по входу в 2011 году, по данным RATP, составил 5 860 077 человек[1]. В 2013 году этот показатель резко снизился и составил 4 925 640 пассажиров (88 место по уровню входного пассажиропотока в Парижском метро)[2].

## Достопримечательности
Вблизи станции метро «Реомюр — Себастополь» расположен: Музей искусств и ремёсел

## Путевое развитие
К обоим залам пересадочного узла примыкают пошёрстные съезды (перегоны Реомюр — Себастополь — Арз-э-Метье и Реомюр — Себастополь — Этьен Марсель. Также перед станцией (при движении со стороны Арз-э-Метье) примыкает служебная соединительная ветвь, по которой на линию 3 можно повернуть со стороны станции Рамбюто на линии 11.

## Пересадка на наземный транспорт
- Автобусы 20, 38, 39, 47

Noctilien N12, N13, N14, N23